# Fonds propres réglementaires
 (janvier 2020).
Les fonds propres réglementaires correspondent aux fonds propres que doivent détenir les établissements financiers en lien avec l'exigence réglementaire définie par le Comité de Bâle.

## Introduction
Historique sur les accords internationaux (Bâle I, puis Bâle II dit Mc Donough)

## Définition des fonds propres

### Les fonds propres de base (encore appelés tier one ou tiers 1)
Le Tier 1 correspond à la partie jugée la plus solide (le noyau dur) des capitaux propres des institutions financières. Le ratio correspond au rapport entre le Tier 1 et le total des actifs ajustés du risque est un ratio financier qualifiant le risque d'instabilité de ces institutions en cas de crise financière. La notion a été définie par les accords de Bâle 1 : le minimum requis selon les accords de Bâle I est de 4 %. La crise financière mondiale débutant en 2007 a montré l'importance de la qualité des fonds propres pour mieux garantir la stabilité des systèmes bancaires mondial pour le peu de qualité des fonds Propres.
- + Le capital

- + Les réserves (autres que les réserves de réévaluation)

- + Les primes d'émission ou de fusion

- +/- Le report à nouveau (- s'il est débiteur)

- + Le résultat du dernier exercice clos, dans l'attente de son affectation, diminué de la distribution de dividende

- + Le fonds pour risques bancaires généraux (plus depuis IFRS)

- - La part non versée du capital

- - Les actions propres détenues, (évaluées à leur valeur comptable [A vérifier en normes IFRS ?])

- - Les actifs incorporels, y compris les frais d'établissement

- - Le cas échéant, le résultat déficitaire déterminé à des dates intermédiaires

## La mesure des 3 risques
- Risque de crédit
- Risque de marché
- Risque opérationnel : l'allocation de capital correspondant à des risques opérationnels a pour objet de permettre à une institution bancaire de poursuivre ses activités lorsque survient un événement de risque opérationnel dont la couverture n'a pas fait l'objet d'une couverture spécifique externe.

## Calcul du ratio ditMcDonough ou de couverture de risques
Tenir compte de trois éléments :
Pondération des titres en fonction de leurs taux de risques spécifiques
Somme risques / Govies, Financial et Corporates * 0.08
+
Securities Lending * 0.08
+
Pondération 15 % de la moyenne du résultat net bancaire sur les 3 dernières années